# Luke Cage (serie de televisión)
Marvel's Luke Cage, o simplemente Luke Cage es una serie de televisión estadounidense creada por Cheo Hodari Coker para el servicio de streaming, Netflix, basada en el personaje de Marvel Comics del mismo nombre. Está ambientada en el Universo cinematográfico de Marvel, compartiendo continuidad con las películas de la franquicia, y fue la tercera serie de Netflix que condujo a la miniserie cruzada, The Defenders (2017). La serie fue producida por Marvel Television, en asociación con ABC Studios, junto a Coker como showrunner de la serie.
Mike Colter protagoniza como Luke Cage, un ex convicto con una fuerza sobrehumana y una piel irrompible que ahora lucha contra el crimen y la corrupción. Simone Missick, Theo Rossi, Rosario Dawson, y Alfre Woodard también protagonizan, con Mahershala Ali y Erik LaRay Harvey uniéndose a ellos para la primera temporada, y Mustafa Shakir y Gabrielle Dennis uniéndose al elenco de la segunda temporada. El desarrollo de la serie comenzó a finales de 2013. Colter fue elegido como Cage en diciembre de 2014, para aparecer en la serie Jessica Jones antes de protagonizar su propia serie. Coker fue contratado como showrunner en marzo de 2015 y se centró en temas de raza y cultura negra con un tono neo-blaxploitation, neo-wéstern. El rodaje de la serie, que buscaba replicar la cultura y la atmósfera únicas de Harlem, tuvo lugar en la ciudad de Nueva York. Cuenta con muchos invitados musicales, así como una partitura de "hip-hop de los 90' de Adrian Younge y Ali Shaheed Muhammad.
La primera temporada se estrenó en su totalidad en Netflix, el 30 de septiembre de 2016, seguida de la segunda, el 22 de junio de 2018. Recibieron críticas positivas y recibieron numerosos elogios, incluido un Premio Primetime Creative Arts Emmy. Luego de diferencias creativas durante el desarrollo de una tercera temporada, Netflix canceló Luke Cage el 19 de octubre de 2018. Todas las series de series Marvel de Netflix se eliminaron de Netflix el 1 de marzo de 2022, luego de que Disney recuperara la licencia para ellas. Comenzaron a transmitirse en Disney+ a partir del 16 de marzo.

## Premisa
Cuando un experimento saboteado le da super fuerza y una piel indestructible, Luke Cage se convertirá en un fugitivo en busca de reconstruir su vida en Harlem y que pronto se enfrentará a secretos del pasado y una lucha por el corazón de su ciudad. Después de limpiar su nombre, Cage se convierte en un héroe y una celebridad en Harlem, solo para encontrar una nueva amenaza que lo hace enfrentarse a la línea entre el héroe y el villano.

## Elenco y personajes

### Principales
- Mike Colter como Luke Cage:
El ex convicto Carl Lucas recibió una fuerza sobrehumana y una piel irrompible, y ahora lucha contra el crimen bajo el nombre de Luke Cage.[3][4][5][6] Colter interpretó al personaje de manera diferente en la serie que antes en Jessica Jones, explicando: "Eres no siempre eres la misma persona con todas las personas que conoces... es posible que no te comportes necesariamente de la misma manera con tu madre que con tu esposa o tu jefe".[7] El personaje usa su eslogan característico "Sweet Christmas" (en español: "Dulce Navidad") de los cómics de la serie,[8] pero con moderación, con el personaje a menudo "optando por un silencio pensativo"; el compositor Adrian Younge dijo: "Es un superhéroe negro, pero es un tipo diferente de macho alfa negro. No es rimbombante. Rara vez ves un personaje masculino negro moderno que sea conmovedor e inteligente".[9] Colter ganó 30 libras (13,6 kg) de músculo para el papel.[10] David Austin y Clifton Cutrary interpretan a un Lucas joven y adolescente, respectivamente.
- Mahershala Ali como Cornell "Cottonmouth" Stokes:
El propietario del club nocturno Harlem's Paradise y primo de Mariah Dillard que se ocupa de operaciones ilegales.[11][12][13] Ali describió a Stokes como "un villano tipo El Padrino",[14] mientras que el director de Marvel Television, Jeph Loeb se refirió a él como "el otro héroe de la historia", continuando la tradición de los villanos anteriores de las series Marvel de Netflix, Wilson Fisk y Kilgrave.[15] El showrunner, Cheo Hodari Coker, ex periodista musical, dijo que la actitud del rapero, Biggie Smalls influyó particularmente en su versión de Cottonmouth.[15][16] Ali asumió el papel sabiendo que Stokes moriría al principio de la serie y dijo que la experiencia "fue como filmar una película... Me emocioné con la partida de un personaje, porque sentí que esto era algo a lo que podía dar todo por un período de tiempo antes de decirle 'paz' a él".[17] Elijah Boothe interpreta a un Stokes joven.
- Simone Missick como Mercedes "Misty" Knight: 
Una detective de la policía de Nueva York de Harlem con un fuerte sentido de la justicia, que está decidida a aprender sobre Cage.[18][19] Missick dijo: "Ella es su propia persona. No es la esposa. No es una novia. No es una pieza secundaria o un compinche".[15] Missick describió a Misty Knight como "una persona que tiene una brújula moral muy sólida que está absolutamente dedicada a proteger a su comunidad", y agregó que su momento de mayor orgullo al interpretar al personaje fue el hecho de que "cree en el sistema, incluso aunque... [con] nuestros tiempos actuales, es difícil creer en el sistema".[20] En la serie, Knight tiene lo que Missick llamó un "superpoder" denominado 'Misty Vision' que le permite observar la escena del crimen y deducir lo que sucedió.[21]
- Theo Rossi como Hernan "Shades" Alvarez: 
Un criminal inteligente, implacable, amenazante, suave y manipulador que trabaja para Diamondback con vínculos con el pasado de Cage.[19][22][23][24] Loeb llamó a Shades "una especie de Meñique de Luke Cage", "el máximo oportunista".[15]
- Erik LaRay Harvey como Willis Stryker / Diamondback: 
Un poderoso traficante de armas que es el medio hermano de Cage y quien lo incriminó por el crimen que envió a la Penitenciaría de Seagate.[25][26] Coker sintió que la historia de fondo entre Stryker y Cage se "torció" debido a cómo Jessica Jones introdujo a la esposa de Cage, Reva Connors, creyendo que la serie no entendió bien el tono de Stryker hasta el undécimo episodio.[27] Harvey habló sobre la ilegitimidad del personaje, diciendo que "se le llamó bastardo toda su vida... [es] lo impulsa a Willis... Lo expulsan debido a las acciones de su padre y luego, una vez que está en el sistema penitenciario, lo torturan. Después de todo eso, su mente ha sido retorcida y deformada, y ha desarrollado una sensibilidad que es casi psicópata". Siempre se ve al personaje sonriendo cuando mata o difama el nombre de Cage, que es "simplemente su forma de lidiar con su dolor. Sonríe a través de su dolor".[26] Jared Kemp interpreta a un Stryker adolescente.
- Rosario Dawson como Claire Temple: 
Una ex enfermera en Hell's Kitchen, cuya amistad con Cage afectará la vida de ambos. Dawson repite su papel de las series anteriores Marvel de Netflix.[19][23] "Porque interpreta a una enfermera que básicamente parece estar en el lugar correcto en el momento correcto, y es muy buena ayudando a los superhéroes que lo necesitan, y creo que verás algo de eso en Luke Cage", dijo Colter. "En última instancia, creo que será una muy buena compañera para Luke. Creo que es alguien que Luke necesita en su vida en este momento".[28]
- Alfre Woodard como Mariah Stokes-Dillard: 
Una concejala local y prima de Stokes que busca traer cambios a Harlem, cuya vida es "sumergida en el caos" por las acciones de Cage y Stokes.[1][15] Aunque Dillard no es necesariamente una criminal, sí siente una responsabilidad con su familia, incluido Stokes.[22] Woodard, que vive en Harlem, se convenció de unirse al proyecto después de que Coker demostrara su amor por Harlem y su cultura.[9] La versión del personaje de la serie es significativamente diferente de Black Mariah de los cómics, pero Coker quería rendir homenaje a sus orígenes usando "Black Mariah" como apodo. En última instancia, Stokes lo usa como un insulto personal de su pasado al crecer juntos, en represalia por el ataque verbal de Dillard.[29] Megan Miller interpreta a un joven Dillard.
- Gabrielle Dennis como Tilda Johnson: Una médica holística e hija de Mariah Dillard que no puede evitar meterse en problemas en Harlem.[30]
- Mustafa Shakir como John McIver / Bushmaster: El líder de una pandilla jamaicana llamada Stylers que usa la magia popular para obtener poderes casi iguales a los de Cage y que busca obsesivamente vengarse de la familia Stokes.[30]

### Invitados
Se acredita a los siguientes actores como protagonistas de los episodios individuales en los que aparecen en la temporada 2:
- Jessica Henwick como Colleen Wing: Una experta en artes marciales que ayuda a Misty Knight. Henwick repite su papel de otras series Marvel de Netflix.[31]
- Finn Jones como Danny Rand / Iron Fist:
El artista marcial con la habilidad de invocar el poder místico del Iron Fist.[32] Colter explicó que había habido interés de los fanáticos por ver más de la relación previamente establecida entre Cage y Jessica Jones, pero "se arriesgaron" y decidió dar a los fans de "Heroes for Hire" haciendo equipo con Cage y Rand. Agregó que Finn Jones, quien también repite su papel de otras series Marvel de Netflix, trae "algo de sangre fresca" en Luke Cage.[33]
- Stephen Rider como Blake Tower: Un fiscal de distrito de Nueva York. Rider repite su papel de Daredevil.

## Episodios
| Temporada | Temporada | Episodios | Episodios | Lanzamiento original     | Lanzamiento original     |
| --------- | --------- | --------- | --------- | ------------------------ | ------------------------ |
|           | 1         | 13        | 13        | 30 de septiembre de 2016 | 30 de septiembre de 2016 |
|           | 2         | 13        | 13        | 22 de junio de 2018      | 22 de junio de 2018      |

## Producción

### Desarrollo
En mayo de 2013, Marvel Studios recuperó los derechos de Luke Cage de Sony Pictures Entertainment y Columbia Pictures, después de que una película en estado de desarrollo en Columbia desde 2003, no se realizara. Para octubre de 2013, Marvel Television estaba preparando cuatro series dramáticas y una miniserie, con un total de 60 episodios, para presentar a servicios de video bajo demanda y proveedores de cable, con Netflix, Amazon y WGN America expresando interés. Unas semanas más tarde, Disney anunció que Marvel Television y ABC Studios proporcionarían a Netflix series de acción en vivo centradas en Daredevil, Jessica Jones, Iron Fist y Luke Cage, lo que conduciría a una miniserie basada en Los Defensores.
Marvel comenzó su búsqueda de un showrunner en 2014, y a finales de marzo de 2015, Netflix y Marvel anunciaron a Cheo Hodari Coker en ese papel y revelaron que el título de la serie sería Marvel's Luke Cage. Coker se inspiró para convertirse en el showrunner de la serie "cuando se dio cuenta de las ramificaciones de una serie sobre un hombre negro con piel impenetrable y cómo eso podría empoderarlo para enfrentarse a ambos criminales y figuras de autoridad torcidas"; y presentó la serie a Netflix como un examen de Harlem, "como lo que The Wire hizo por Baltimore". Charles Murray, Alison Engel, Allie Goss, Kris Henigman, Cindy Holland, Alan Fine, Stan Lee, Joe Queseda, Dan Buckley, y Jim Chory también se desempeñan como productores ejecutivos. Originalmente, la serie estaba destinada a ser la cuarta de la serie anunciada de Netflix, debutando después de Iron Fist, pero se aceleró para ser la tercera serie, después de que Cage fuera presentado en Jessica Jones y se convirtiera en una estrella emergente, con Marvel quería "seguir el impulso". Coker también había creado un borrador que se convirtió en la biblia para la serie que contribuyó a que Marvel cambiara el orden de la serie con Iron Fist. En diciembre de 2016, Netflix renovó la serie para una segunda temporada.

### Guion
Charles Murray, Akela Cooper, Nathan Louis Jackson, Matt Owens, Aïda Mashaka Croal, Jason Horwitch, y Christian Taylor trabajaron como escritores en la primera temporada, con Matthew Lopes, Nicole Mirante-Matthews e Ian Stokes uniendóse para la segunda. Coker señaló que la mayoría de los escritores de la serie eran negros y "mayoría geek", uno de los primeros equipos de redacción de este tipo, que era "una rareza en la televisión". Los escritores también "[entendieron] la cultura" y tuvieron una "experiencia vivida" que le dio a la serie "autenticidad".
Después de firmar para la serie, Coker pudo leer los dos primeros guiones de Daredevil y Jessica Jones, lo que le dio una idea de la calidad de escribiendo para esas series y lo importante que fue el desarrollo de sus villanos. El actor Mike Colter describió la serie como si tuviera "alma" e "intensidad", en comparación con la "acción oscura" de Daredevil y la "sensación noir" de Jessica Jones. Coker describió "una poderosa fusión de drama oscuro, hip-hop y acción clásica de superhéroes" mientras siendo "The Wire de la televisión Marvel, porque realmente tratamos muchos temas diferentes". Jason Tanz de Wired comparó la serie con neo-blaxploitation, con lo que Coker estuvo de acuerdo en que "blaxploitation es [solo] personajes negros que pueden afirmarse en un mundo visual", afirmando que sintió que la serie era más específicamente un "hip-hop Wéstern", comparando sus personajes y escenario con la trilogía de películas Dollars de Sergio Leone (con Cage el Hombre sin nombre, por ejemplo). Cada título de episodio de la serie lleva el nombre de una canción de dúos de hip-hop: la primera temporada de Gang Starr, y la segunda temporada de Pete Rock & CL Smooth.
Cuando se le preguntó si la serie se sentiría tan "adulta" como Jessica Jones, Colter respondió: "si crees que Jessica es para adultos, entonces todavía mantenemos ese ritmo... continuaremos en esa línea de PG-16+". Sobre si Luke Cage abordaría los problemas raciales actuales, incluido Black Lives Matter, dado el pasado del personaje (un encarcelado injustamente hombre negro), dijo Colter, "esta no es necesariamente la plataforma para golpearlo de frente", pero "las cosas por las que está pasando sonarán reales para muchas personas en la aplicación de la ley" y en la calle. Loeb dijo sobre el tema: "Luke Cage, cuando apareció en escena a principios de los 70, fue para todos los efectos el primer superhéroe negro. Dado lo que está sucediendo en la actualidad, simplemente resuena". Coker afirmó que Cage es "alguien a quien la comunidad puede tocar y acudir", y agregó: "Nunca ha habido un momento en la historia en el que tener un hombre negro a prueba de balas" haya sido tan importante. Luke Cage  también fue la primera propiedad del MCU en usar la palabra "nigger" o "nigga", con Marvel teniendo plena confianza en el uso de Coker: la palabra se usa casualmente en la serie, aunque algunos personajes, incluido Cage, prefieren no usarlo. Coker dijo que la intención nunca fue usarla "de una manera en la que sea impertinente. La usé desde el punto de vista de, si íbamos a escuchar a escondidas una conversación con personas afroamericanas, sin nadie más alrededor, ¿cuándo se usaría esta palabra y cómo se usaría?". Coker también comparó el uso en la serie con "la forma en que la música solía tratarlo", sin que fuera "una palabra de cada otro estribillo, porque en ese punto, simplemente se vuelve tonto".

### Casting
En noviembre de 2014, Lance Gross, Colter y Cleo Anthony competían por el papel de Luke Cage, que se imaginó como un papel recurrente en Jessica Jones antes de encabezar Luke Cage. Colter fue confirmado en el papel el mes siguiente, como un personaje principal en la serie. Colter firmó para las dos series sin leer ningún guion. En agosto de 2015, Alfre Woodard, quien interpreta a Miriam Sharpe en la película del UCM, Capitán América: Civil War, estaba en conversaciones para unirse al elenco, y al mes siguiente fue confirmada como principal, interpretando a Mariah Dillard. También se anunció como elenco en septiembre a Theo Rossi como Shades, Simone Missick como Misty Knight, y Mahershala Ali como Cornell "Cottonmouth" Stokes. En noviembre, se confirmó que Rosario Dawson retomaría su papel de Claire Temple de las anteriores series del MCU y Netflix. En marzo de 2016, las fotos del set revelaron que Erik LaRay Harvey había sido elegido como Willis Stryker / Diamondback. Marvel no anunció oficialmente la participación de Harvey antes del estreno de la serie, y acordó no hacer ninguna publicidad para no "arruinar el giro" de Stryker como el principal villano de la serie. Harvey y Ron Cephas Jones originalmente habían sido considerados para Cottonmouth, hasta que Coker decidió que el personaje fuera más joven; Harvey luego se convirtió en Stryker, mientras que Coker creó el personaje recurrente de Bobby Fish para Jones.
Colter, Missick, Rossi, Dawson y Woodard regresaron para la segunda temporada. En julio de 2017, Mustafa Shakir y Gabrielle Dennis se unieron al elenco, como John McIver y Tilda Johnson, respectivamente.

### Diseño
Stephanie Maslansky, la diseñadora de vestuario de Daredevil y Jessica Jones, también se desempeña como diseñadora de vestuario de Luke Cage. En la serie, Cage tiene una evolución de vestuario a partir de su look inicial de camisetas, jeans, chaquetas de cuero o una chaqueta militar que se introdujo en Jessica Jones. Maslansky se inspiró en el ilustraciones de cómics, como lo hizo en las otras series Marvel de Netflix, pero también miró la "historia rica y colorida" de Harlem y la propia visión de Coker. Al buscar rendir homenaje al traje original de Cage con su ropa actualizada para la serie, Maslansky y Coker consideraron "la idea de que él usara una sudadera con capucha dorada, una camiseta dorada, pero esas parecían demasiado llamativas y demasiado brillantes para un tipo que está tratando de mantener su identidad tranquila". En cambio, Maslansky forró el interior de todas las sudaderas con capucha de Cage con amarillo para que el color pudiera enmarcar la cara del personaje en los primeros planos.
La secuencia de apertura de la serie, que usa matices amarillos, combina una silueta de Luke Cage con imágenes de Harlem. Originalmente, la secuencia era de Cage trotando que apareció en el sexto episodio de la primera temporada con Luke Cage en "una fuente amarilla de American International Pictures/'Tarantino'".

### Rodaje
El rodaje de la serie tiene lugar en la ciudad de Nueva York, significativamente en Harlem, donde se desarrolla la serie. Coker describió el barrio como "el único lugar de la ciudad donde se ven esos amplios bulevares. Realmente queríamos capturar el color, el ritmo de las calles". Por ejemplo, la producción tuvo la oportunidad de filmar en una barbería en Greenwich Village "hubiera sido un poco más fácil para nosotros rodar", pero Coker dijo que "la oportunidad de filmarlo en Harlem fue irresistible. No quería que habláramos de Harlem y luego no filmáramos en Harlem". El trabajo de escenario de sonido también se lleva a cabo en Nueva York. Manuel Billeter se desempeña como director de fotografía para la serie, después de hacer lo mismo con Jessica Jones.

### Efectos visuales
Los efectos visuales de la serie fueron realizados por FuseFX, con Greg Anderson como supervisor de efectos visuales.

### Música
En abril de 2016, Coker reveló que Adrian Younge y Ali Shaheed Muhammad estaban componiendo la banda sonora de la serie, describiéndola como "una confluencia de múltiples géneros, un poco de [90] hip-hop, soul, rock psicodélico y música clásica", con "muchas apariciones musicales diferentes". Coker se había puesto en contacto con Younge y Muhammad por separado y les preguntó si les gustaría trabajar juntos en la serie, sin saber que la pareja ya estaba trabajando juntos en un álbum. Younge y Muhammad se inspiraron de Wu-Tang Clan, Ennio Morricone y el grupo de Muhammad, A Tribe Called Quest, con Younge diciendo: "Queríamos hacer algo genial. No solo para personas de raza negra o minorías, sino algo grandioso que simplemente se basa en nuestra cultura". Un álbum de la banda sonora de la primera temporada fue lanzado el 7 de octubre de 2016, digitalmente y prensado en vinilo amarillo por Mondo. Una banda sonora para la segunda temporada se lanzó el 22 de junio de 2018 en formato digital.

### Conexiones con el Universo cinematográfico Marvel
Luke Cage es la tercera serie ordenada por Netflix, después de Daredevil, y fue seguida por Iron Fist, que conducen a la miniserie The Defenders. En noviembre de 2013, el CEO de Disney, Bob Iger declaró que, si los personajes resultan populares en Netflix, "es muy posible que se conviertan en películas", lo que fue repetido por Sarandos en julio de 2015. En agosto de 2014, Vincent D'Onofrio, que interpreta a Wilson Fisk en Daredevil, exclamó que después de "las cosas de las series con Netflix", Marvel tiene "un plan más grande para expandirse". En marzo de 2015, Loeb habló sobre la capacidad de las series para cruzarse con las películas del MCU y las series de televisión de ABC, diciendo: "Tal como está ahora, de la misma manera que nuestras películas comenzaron como autosuficientes y luego, cuando llegamos a The Avengers, se volvió más práctico para el Capitán América hacer un pequeño cruce con Thor 2 (2013) y que Bruce Banner aparezca al final de Iron Man 3 (2013). Tenemos que ganarnos eso. La audiencia necesita entender quiénes son todos estos personajes y qué es el mundo antes de que comiencen a mezclarse en términos de hacia dónde se dirige".

## Marketing
Disney Consumer Products creó una pequeña línea de productos para atender a una audiencia más adulta, dado el tono más atrevido del programa. Paul Gitter, vicepresidente senior de Marvel Licensing para Disney Consumer Products, explicó que el enfoque estaría más en adolescentes y adultos que en personas muy jóvenes, con productos en puntos de venta como Hot Topic. Además, se creó un programa de mercadería, «Marvel Knights» para respaldar las series, lo que crea nuevas oportunidades para líneas de productos individuales y productos enfocados en coleccionistas. Los socios de licencias querían asociarse con Marvel, a pesar de que no se trata de un proyecto cinematográfico, dados sus éxitos anteriores.

## Estreno

### Streaming
Luke Cage se estrenó en el servicio de streaming, Netflix, en todos los territorios donde estuvo disponible, en Ultra HD 4K y alto rango dinámico (HDR). La primera temporada se mejoró para estar disponible en HDR después de su estreno inicial por parte del proveedor de posproducción Deluxe. Los episodios de cada temporada se estrenaron simultáneamente, a diferencia de un formato serializado, para fomentar la observación maratónica, un formato que se ha utilizado para otras series originales de Netflix. A pesar de ser calificado como un "Original de Netflix", los derechos de la licencia fueron trasladados de Netflix a Disney.
Luke Cage fue eliminada de Netflix el 1 de marzo de 2022, junto con las otras series Marvel de Netflix, debido a que la licencia de Netflix para la serie finalizó y Disney recuperó los derechos. Disney optó por que Netflix no pagara una gran tarifa de licencia para conservar los derechos de distribución de la serie. Coker esperaba que Disney no "se sentara [en la serie] durante años para permitir un reinicio más fácil, o volver a emitirla con una mezcla diferente, o silenciar la palabra con N". La serie estaría disponible en Disney+ desde el 16 de marzo en Estados Unidos, Canadá, Reino Unido, Irlanda, Australia y Nueva Zelanda, y en los demás mercados de Disney+ a finales de 2022. En los Estados Unidos, se introdujeron controles parentales revisados en el servicio para permitir que se agregue el contenido más adulto de la serie, de manera similar a los controles que ya existen para otras regiones que tienen el centro de contenido, Star. El tributo de la serie a Reg E. Cathey en la segunda temporada se eliminó en Disney+.

### Medios domésticos
| Temporada | Fechas de lanzamiento en DVD | Fechas de lanzamiento en DVD | Fechas de lanzamiento en DVD | Fechas de lanzamiento en Blu-ray | Fechas de lanzamiento en Blu-ray |
| Temporada | Región 1                     | Región 2                     | Región 4                     | Región A                         | Región B                         |
| --------- | ---------------------------- | ---------------------------- | ---------------------------- | -------------------------------- | -------------------------------- |
| 1         | —                            | 27 de noviembre de 2017      | 12 de diciembre de 2017      | 27 de noviembre de 2017          | 27 de noviembre de 2017          |
| 2         | —                            | —                            | —                            | —                                | —                                |

## Recepción

### Audiencia
Como Netflix no revela las cifras de audiencia de suscriptores de ninguna de sus series originales, Karim Zreik, vicepresidente senior de programación original de Marvel Television, proporcionó algunos datos demográficos de la audiencia de Luke Cage en agosto de 2017, señalando que la serie ha atraído a "una especie de mezcla" de espectadores entre género y edad. También en el mes, Netflix publicó los patrones de visualización de las series Marvel de Netflix. Los datos, que provienen de las "1300 'comunidades de gusto' de Netflix en todo el mundo, donde los suscriptores se agrupan según lo que ven", mostraron que los espectadores no verían la serie en orden cronológico por estreno, sino que comenzarían con Jessica Jones, luego Daredevil, Luke Cage y finalmente Iron Fist. Todd Yellin, vicepresidente de innovación de productos de Netflix, señaló que las audiencias ven la serie "en orden de interés y cómo aprenden sobre ella". Los datos de Netflix también mostraron que un espectador que veía Luke Cage pasaría con mayor frecuencia a Iron Fist, y Yellin pensó que Jessica Jones y Luke Cage habría emparejado más, dado que Cage fue presentado en Jessica Jones. Los datos también revelaron que los fans de Stranger Things y otras series que exploran "el lado oscuro de la sociedad" como Black Mirror, The Walking Dead y el documental Amanda Knox llevó a los espectadores a iniciar Luke Cage. En octubre de 2018, Crimson Hexagon, una empresa de información del consumidor, publicó datos que examinaban el "revuelo en las redes sociales" sobre la serie para intentar correlacionarlo con la audiencia potencial. Los datos mostraron que cuando se estrenó la primera temporada en septiembre de 2016, la temporada tenía más de 300 000 publicaciones en Twitter e Instagram al respecto, y cuando se lanzó la segunda temporada en junio de 2018, las publicaciones habían disminuido drásticamente a menos de 50 000.

### Respuesta crítica
| Temporada | Temporada | Rotten Tomatoes  | Metacritic      |
| --------- | --------- | ---------------- | --------------- |
|           | 1         | 92% (72 reseñas) | 79 (30 reseñas) |
|           | 2         | 85% (62 reseñas) | 64 (13 reseñas) |

El sitio web del agregador de reseñas, Rotten Tomatoes reportó un índice de aprobación del 90% con una calificación promedio de 8/10 basada en 72 reseñas. El consenso crítico del sitio web dice: "Una narrativa inmersiva y socialmente consciente y una interpretación principal carismática y confiada hacen de Marvel's Luke Cage una muestra estelar del nuevo universo Marvel/Netflix". Metacritic, que utiliza un promedio ponderado, asignó una puntuación de 79 sobre 100 basada en 30 críticas, lo que indica "reseñas generalmente favorables".
La segunda temporada tiene un índice de aprobación del 85% con una calificación promedio de 7.2/10 basada en 62 reseñas. El consenso crítico del sitio web afirma: "En su segunda temporada, Marvel's Luke Cage ofrece una narrativa satisfactoriamente compleja y un elenco sólido liderado por la destacada actuación de Alfre Woodard como la archivillana Black Mariah". En Metacritic, tiene una puntuación de 64 sobre 100 basada en 13 reseñas, lo que indica "críticas generalmente favorables".

### Reconocimientos
| Año  | Premio                              | Categoría                                                                                    | Nominado/a(s)                                                                                           | Resultado | Ref.             |
| ---- | ----------------------------------- | -------------------------------------------------------------------------------------------- | --- | --------- | ---------------- |
| 2016 | Hollywood Music in Media Awards     | Títulos principales – Programa de televisión / Serie digital                                 | Ali Shaheed Muhammad y Adrian Younge                                                                    | Nominados | [ 103 ]          |
| 2017 | Premios People's Choice             | Serie premium favorita de ciencia ficción/fantasía                                           | Luke Cage                                                                                               | Nominada  | [ 104 ]          |
| 2017 | Premios del Sindicato de Actores    | Mejor reparto de especialistas de televisión                                                 | Luke Cage                                                                                               | Nominada  | [ 105 ]          |
| 2017 | Premios NAACP Image                 | Mejor actor en una serie dramática                                                           | Mike Colter                                                                                             | Nominado  | [ 106 ]          |
| 2017 | Premios NAACP Image                 | Mejor guion en una serie dramática                                                           | Akela Cooper (por «Manifest»)                                                                           | Nominada  | [ 106 ]          |
| 2017 | Golden Reel Awards                  | TV – Partitura musical de formato corto                                                      | Episodio: «Soliloquy of Chaos»                                                                          | Nominado  | [ 107 ]          |
| 2017 | Premio Peabody                      | Entretenimiento y programas infantiles                                                       | Luke Cage                                                                                               | Nominada  | [ 108 ]          |
| 2017 | MTV Movie & TV Awards               | Mejor Héroe                                                                                  | Mike Colter                                                                                             | Nominado  | [ 109 ]          |
| 2017 | MTV Movie & TV Awards               | Mejor lucha contra el sistema                                                                | Luke Cage                                                                                               | Nominada  | [ 109 ]          |
| 2017 | Golden Trailer Awards               | Mejor acción (anuncio de TV/tráiler/teaser de una serie)                                     | "Defender"                                                                                              | Nominado  | [ 110 ]          |
| 2017 | BET Awards                          | Mejor Actor                                                                                  | Mahershala Ali                                                                                          | Ganador   | [ 111 ]          |
| 2017 | Premios Saturn                      | Mejor serie de televisión de nuevos medios                                                   | Luke Cage                                                                                               | Ganadora  | [ 112 ]          |
| 2017 | Premios Saturn                      | Mejor actor en una serie de televisión                                                       | Mike Colter                                                                                             | Nominado  | [ 112 ]          |
| 2017 | Black Reel TV Awards                | Mejor serie dramática                                                                        | Luke Cage                                                                                               | Nominada  | [ 113 ] [ 114 ]  |
| 2017 | Black Reel TV Awards                | Mejor Actor, Serie Dramática                                                                 | Mike Colter                                                                                             | Nominado  | [ 113 ]          |
| 2017 | Black Reel TV Awards                | Mejor Actriz de Reparto, Serie Dramática                                                     | Rosario Dawson                                                                                          | Nominada  | [ 113 ]          |
| 2017 | Black Reel TV Awards                | Mejor Dirección, Serie Dramática                                                             | Clark Johnson (por «You Know My Steez»)                                                                 | Nominado  | [ 113 ]          |
| 2017 | Black Reel TV Awards                | Mejor Guion, Serie Dramática                                                                 | Cheo Hodari Coker (por «Moment of Truth»)                                                               | Ganador   | [ 114 ]          |
| 2017 | Black Reel TV Awards                | Mejor Actor Invitado, Serie Dramática                                                        | Mahershala Ali                                                                                          | Ganador   | [ 114 ]          |
| 2017 | Black Reel TV Awards                | Mejor Actor Invitado, Serie Dramática                                                        | Frankie Faison                                                                                          | Nominado  | [ 113 ]          |
| 2017 | Black Reel TV Awards                | Música Destacada (Comedia, Drama, Película para TV o Serie Limitada)                         | Adrian Younge & Ali Shaheed Muhammad (compositores); Gabe Hilfer & Season Kent (supervisores musicales) | Nominados | [ 113 ]          |
| 2017 | Primetime Creative Arts Emmy Awards | Mejor coordinación de acrobacias para una serie dramática, una serie limitada o una película | James Lew                                                                                               | Ganador   | [ 115 ]          |
| 2017 | Hollywood Music in Media Awards     | Canción original – Programa de televisión / Serie limitada                                   | «Bulletproof Love» por Method Man                                                                       | Nominada  | [ 116 ]          |
| 2017 | Hollywood Music in Media Awards     | Tema principal del título – Programa de televisión/Serie limitada                            | Ali Shaheed Muhammad y Adrian Younge                                                                    | Nominados | [ 116 ]          |
| 2018 | Premios People's Choice             | El programa de ciencia ficción / fantasía de 2018                                            | Luke Cage                                                                                               | Nominada  | [ 117 ]          |
| 2019 | Black Reel TV Awards                | Mejor Actor Invitado, Serie Dramática                                                        | Ron Cephas Jones                                                                                        | Nominado  | [cita requerida] |
| 2019 | Black Reel TV Awards                | Mejor actriz en una serie dramática                                                          | Alfre Woodard                                                                                           | Nominada  | [cita requerida] |

## Cancelación y futuro
A fines de julio de 2018, se creía que el trabajo en la sala de escritores de la serie había comenzado en una tercera temporada, aunque Netflix aún tenía que tomar una decisión sobre si la temporada se ordenaría en ese momento. Coker planeó nombrar los episodios de la temporada después de las canciones de Public Enemy, que habrían sido: «Public Enemy #1», «Don't Believe the Hype», «Louder Than a Bomb», «Burn Hollywood Burn», «You're Gonna Get Yours», «Can't Truss It», «Brothers Gonna Work It Out», «Can't Do Nuttin' for Ya Man», «Shut 'Em Down», «Show 'Em Whatcha Got», «Black Steel in the Hour of Chaos», «Welcome to the Terrordome», y «Rebel Without a Pause».
En septiembre de 2018, la sala de escritores se suspendió para que Netflix y Marvel pudieran planificar cómo ajustar la temporada de los 13 episodios esperados a una ejecución más corta de 10 episodios. Durante la semana del 15 de octubre, se entregaron a Netflix y Marvel guiones detallados para la primera mitad de esos 10 episodios, que incorporaron ideas que se habían planeado durante seis meses y notas recibidas de los ejecutivos de Netflix y Marvel. Algunos de los ejecutivos tuvieron problemas con estos guiones, a pesar de que presentaban muchas de las notas que pidieron que se incluyeran, y las diferencias creativas se convirtieron en "confusión detrás de escena" al final de la semana, con algunas demandas de que un nuevo showrunner fuera encontrado para la temporada. Con Marvel y Netflix en lados opuestos de este desacuerdo, y la serie siendo costosa para Netflix a pesar de que no poseen la propiedad, "la única estrategia de salida viable" fue la cancelación, con la serie cancelada oficialmente por Netflix el 19 de octubre de 2018. Deadline Hollywood señaló que, a diferencia de la serie Iron Fist, que había sido cancelada una semana antes, Marvel no tenía planes de continuar o revivir la serie en otra plataforma como Disney+, especialmente porque, según el acuerdo original entre Marvel y Netflix para la serie, los personajes no pueden aparecer en ninguna serie o película que no sea de Netflix durante al menos dos años después de la cancelación de Luke Cage, según informó Variety. Kevin A. Mayer, presidente de Walt Disney Direct-to-Consumer and International, señaló que , aunque aún no se había discutido, existía la posibilidad de que Disney+ pudiera revivir la serie. En febrero de 2019, el vicepresidente sénior de originales de Hulu, Craig Erwich, dijo que el servicio de streaming estaba abierto a revivir la serie, junto con las otras series anteriores de Netflix.
En diciembre de 2020, Colter declaró que no había habido ninguna discusión con Marvel Studios con respecto a que retomara el papel y dijo: "Sé que los fanáticos están ansiosos por ver algo con el personaje. Sé que lo establecí y fue un honor para mí, pero no sé lo que me depara el futuro... Si pasa algo, me encantaría tener una conversación con ellos, pero por ahora no estoy conteniendo la respiración, estoy feliz de cualquier manera, fue un buena carrera." En febrero de 2022, Coker dijo que esperaba que se le pidiera a Colter y Missick que repitieran sus papeles si Marvel Studios decidía volver a presentar a los personajes, y estaba abierto a crear pistas de comentarios o un podcast retrospectivo para la serie. Antes de la aparición de Charlie Cox en Echo, que se estrenó en enero de 2024, el jefe de streaming de Marvel Studios, Brad Winderbaum reconoció que Marvel Studios había sido anteriormente "un poco cauteloso" acerca de lo que era parte de su Sagrada Línea del Tiempo, señalando cómo había habido una división corporativa entre lo que creó Marvel Studios y lo que creó Marvel Television. Continuó diciendo que a medida que ha pasado el tiempo, Marvel Studios ha comenzado a ver "lo bien integradas que están las historias [de Marvel Television]" y personalmente se sintió "confiado" al decir que la serie Daredevil de Netflix era parte de la Sagrada Línea del Tiempo. Con el estreno de Echo, todas las series de Netflix se agregaron a la Cronología de Disney+ con Luke Cage colocada junto al contenido de la Fase Dos del MCU, después de Ant-Man (2015). Una actualización de la línea de tiempo de Disney+ dividió la serie por temporada, con la segunda temporada de Luke Cage colocada entre Doctor Strange (2016) y Thor: Ragnarok (2017).